# Prefettura di Casablanca-Anfa
La prefettura di Casablanca-Anfa è una prefettura d'arrondissement facente parte della prefettura di Casablanca, in Marocco.
Interamente nella città di Casablanca, comprende 3 arrondissement:
- Anfa
- El Maarif
- Sidi Belyout